# Мокеев, Феликс Матвеевич
Феликс Матвеевич Мокеев (15 декабря 1930, Чебоксары, Нижегородский край — 17 января 2005, Москва) — советский и российский актёр театра и кино, театральный режиссёр. Заслуженный артист РСФСР (10.07.1965)

## Биография
Феликс родился 15 декабря 1930 года в семье председателя Центрального совета совнархоза Чувашской АССР в Чебоксарах.
Всё детство провел в своём родном городе.
Окончил чувашскую оперную студию при Саратовской консерватории (1951), ГИТИС (1955).
Играл в таких театрах, как:
- Московский театр им. Пушкина (1965—1993)
- Ярославский драмтеатр (1955—1965)
- Московский театр «Игроки»

Руководил детской театральной студией «У окружной дороги» Центра внеклассной работы «Ясенево» (Москва)
Ушел из жизни 17 января 2005 года в Москве. Похоронен на Щербинском кладбище.

## Личная жизнь
Был женат на актрисе Волковского театра Алле Васильевна Козельской. Их сын стал священником.

## Фильмография
- В восемнадцать мальчишеских лет (фильм-спектакль), генерал — (1974)
- Провинциальная история (фильм-спектакль), гость у доктора — (1977)
- Блэз (фильм-спектакль), Клебер Карлье — (1991)
- Тени (фильм-спектакль), эпизод — (1991)

## Театральные работы

### Театр имени Пушкина
- Парусиновый портфель (роль: Доктор)
- Шоколадный солдатик (роль: Сергей Саранов)
- Воскресенье в Риме (роль: Освальдо-Партони Гриффи)
- Пока он не выстрелил (роль: Карпов)
- Драматическая песня (роль: Николай Островский, Жухрай)
- Человек и джентльмен (роль: Альберто Де Стефано)
- Последние дни (роль: Долгоруков)
- Разбойники (роль: Пастор Мозер)
- Без вины виноватые (роль: Муров)
- Римская баня (роль: Цеков)
- Пятый десяток (роль: Игорь Николаевич Пушкин)
- Дети солнца (роль: Дмитрий Сергеевич Вагин)
- Оптимистическая трагедия (роль: Пленённые офицеры)
- Блэз (роль: Клебер Карлье)

### Постановки
- Римская баня (режиссёр-ассистент)